# Radoševac (gmina Golubac)
Radoševac (cyr. Радошевац) – wieś w Serbii, w okręgu braniczewskim, w gminie Golubac. W 2011 roku liczyła 233 mieszkańców.